# Cornelia Harte
Cornelia Harte (* 6. Juni 1914 in Altona a.d. Elbe; † 14. Juni 1998) war eine deutsche Entwicklungsbiologin und die erste Professorin an der Universität zu Köln.

## Leben und Werdegang

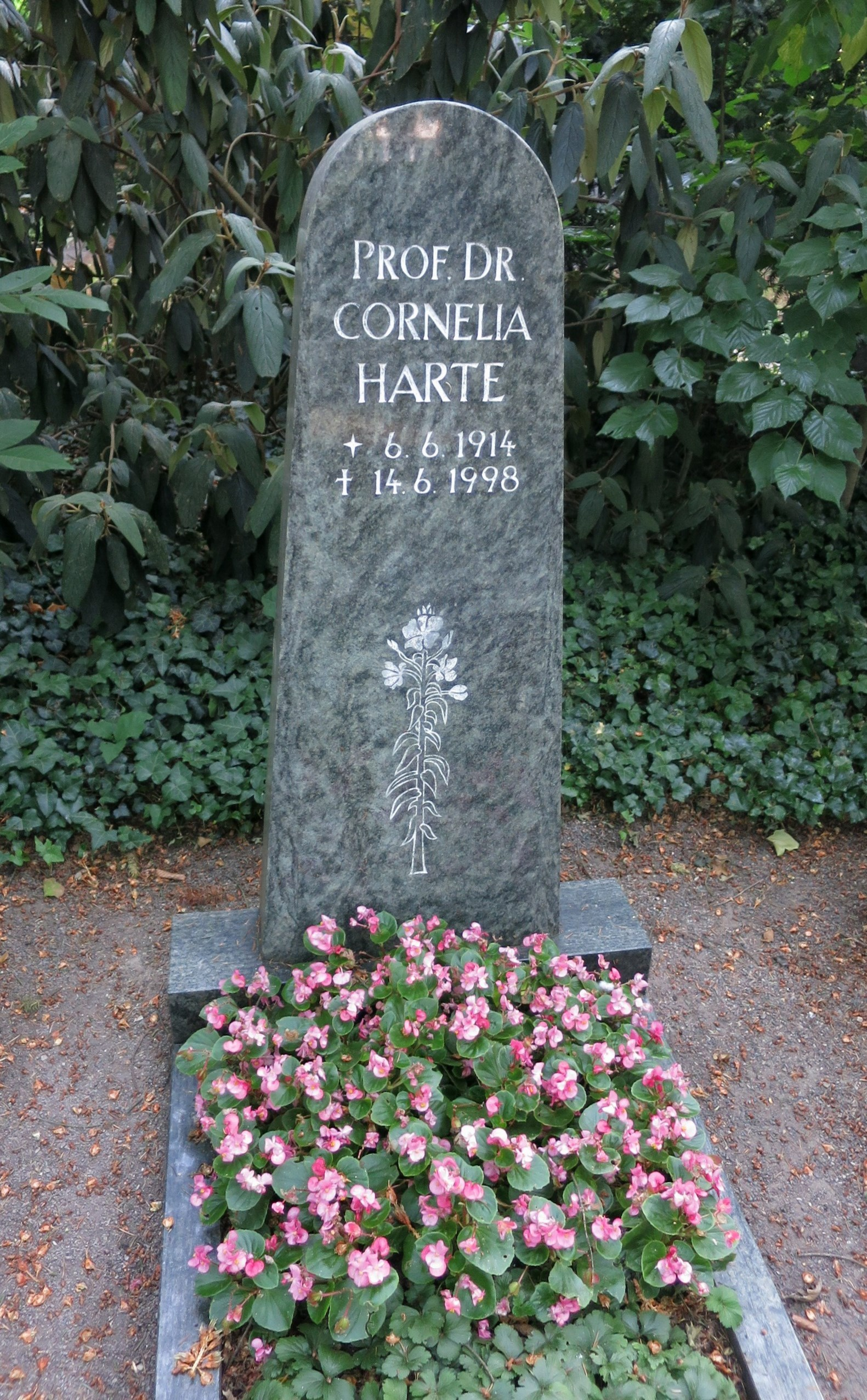
Grab auf dem Friedhof Melaten

Cornelia Harte wurde 1914 als Niederländerin und Kind von Johannes Harte, einem leitenden Angestellten, und seiner Frau Anna, geborene Kuijlaars, geboren. Die Eltern förderten ihr Interesse an den Naturwissenschaften. Nach dem Abitur am Oberlyzeum Liebfrauenschule in Berlin-Charlottenburg studierte sie Botanik, Zoologie und Chemie an den Universitäten Berlin und München. 1936 ging sie an die Albert-Ludwigs-Universität Freiburg, um bei Friedrich Oehlkers, einem anerkannten Zytologen und Genetiker, zu promovieren. Ihren Förderer charakterisierte sie folgendermaßen: „...ein Professor, der als hervorragender Gelehrter Frauen in der Wissenschaft nicht als Bedrohung seiner Existenz betrachtete.“
Sie promovierte 1941 mit dem Thema: Meiosis und crossing-over: Weitere Beiträge zur Zytogenetik von Oenothera, einem Thema, über das sie noch 1994 publizierte: Nachtkerzen. Im Frühjahr 1948 folgte ihre Habilitation als Assistentin am Botanischen Institut im Bereich der Entwicklungsbiologie mit der Arbeit Cytologisch-genetische Untersuchungen an spaltenden Oenothera-Bastarden. Sie wirkte weiter in Freiburg als Privatdozentin. Am 27. Dezember 1950 wurde sie vom Kuratorium der Universität auf die Berufungsliste für das Jahr 1951 für eine Planmäßige Außerordentliche Professur für Entwicklungsphysiologie der Universität zu Köln berufen und war somit die erste Frau, die an der Kölner Universität eine Professur innehatte. 1966 wurde sie auf eine ordentliche Professur berufen. 1982 erfolgte ihre Emeritierung.
Cornelia Harte verstarb 1998 im Alter von 84 Jahren. Sie wurde auf dem Kölner Friedhof Melaten (Flur 14 (I)) beigesetzt. Posthum wurde im November 2024 die Grabstelle zum Ehrengrab verdienstvoller Bürger ernannt, das durch die Stadt Köln erhalten wird.

## Wirken und Nachwirken
Wissenschaftlich blieb sie ihrem Gebiet der Zytogenetik der höheren Pflanzen treu und verfasste hier auch mehrere Lehrbücher. Ihr Ziel war die Quantifizierung und statistische Erfassung des Entwicklungsprozesses und die Entwicklung von mathematischen Modellen dazu.

### Stiftungen und Frauenförderung
Cornelia Harte setzte sich sehr für die Förderung und Vernetzung von Frauen in der Wissenschaft ein, war im Deutschen Akademikerinnenbund als Vorsitzende der Ortsgruppe Köln und stellvertretende Bundesvorsitzende – auch international – aktiv und initiierte den Arbeitskreis Hochschullehrerinnen. In ihren letzten Lebensjahren stiftete sie der Universität zu Köln einen namhaften Betrag zur Förderung von Frauen. Sie stiftete für ihr Fachgebiet einen mit 5000 Euro dotierten Preis für herausragende wissenschaftliche quantitative Untersuchungen auf dem Gebiet der Entwicklungsbiologie, den die Gesellschaft für Entwicklungsbiologie vergibt, die sie einst mitgegründet hatte und deren Vorsitzende sie auch war (Ehrenvorsitz 1998). Er wurde nach der Stifterin „Cornelia-Harte-Preis“ benannt und 2003 zum ersten und 2009 zum zweiten Mal vergeben.

#### Cornelia-Harte-Mentoring-Programm
Die Universität zu Köln fördert seit 2001 im Andenken an Cornelia Harte mit eigenen Mitteln ein Programm zur Förderung von (Promotions-)Studentinnen, weiblichen Postdocs sowie Habilitandinnen.